# Iosif în Islam

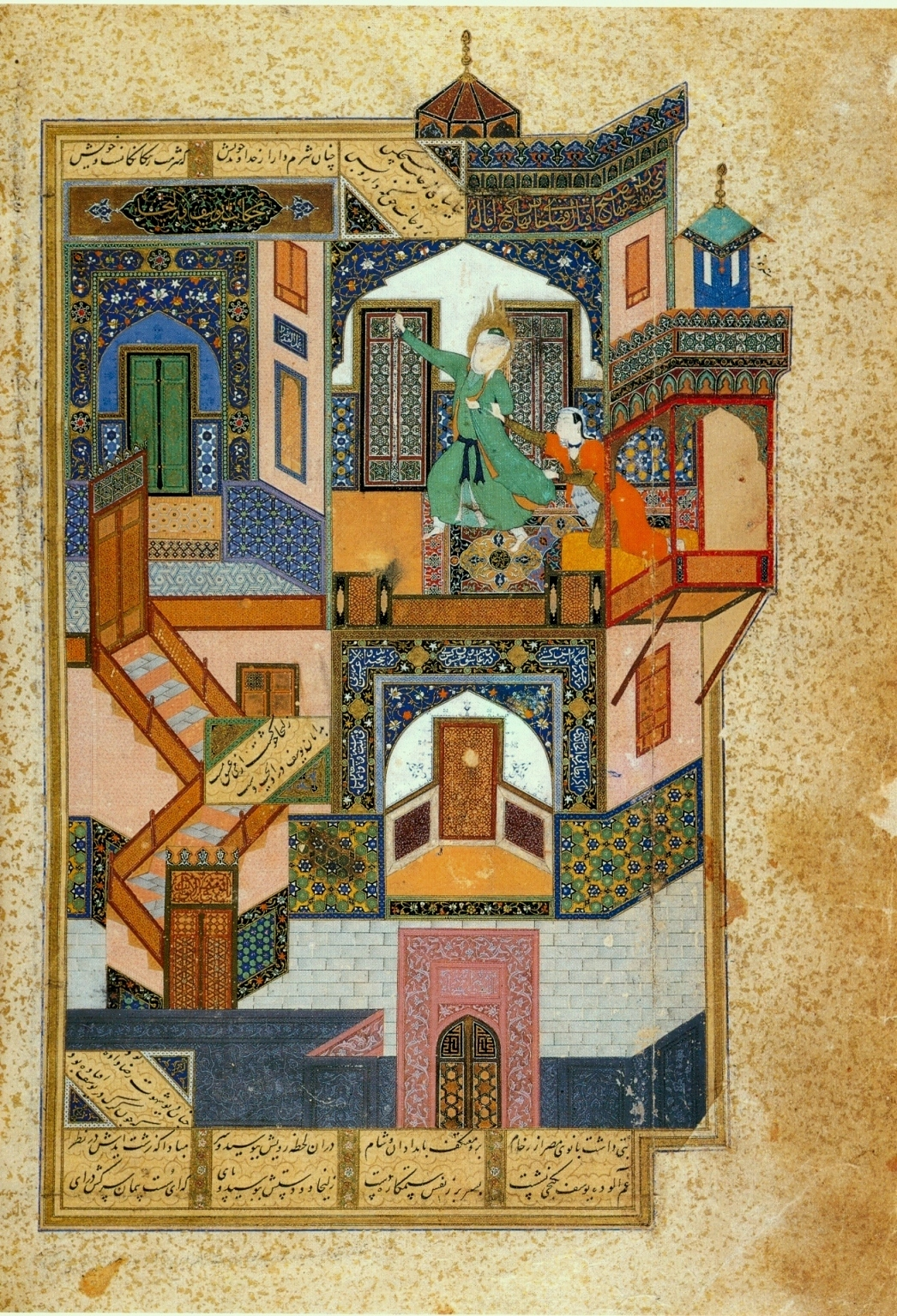
Iosif și Zulaika (Iosif urmărit de soția lui Potifar), miniatură persană de Behzād, 1488.

Yūsuf ibn Yaʿqūb ibn Is-ḥāq ibn Ibrāhīm ( arabă: سـف ابـن يـعـقـوب ابـن إسـحـاق ابـن إبـراهـيـم‎‎يو ) este un profet menționat în Coran, a fost cel de-al 11 - lea fiu  al profetului Ya’qūb (Yacob), și preferatul acestuia. Ya’qūb avea 12 băieții printre care Yūsuf, care era un băiat frumos, deștept și cu bune maniere. 
Povestea profetului Iosif este relatată în Coran, are întâmplări, personaje, dialog. Povestea se împarte în mai multe părți, aceasta începe cu o ru’ya (arabă: رُؤيـا viziune/vis). 

## Visul
Povestea începe cu Iosif povestindu-i tatălui său despre visul său O tată! Eu am văzut { în vis } unsprezece planete, și Soarele, și Luna! Eu le-am văzut prosternându-mi-se! (Coran 12:4), Iacob i-a spus lui Iosif că Soarele este mama sa, Luna tatăl său, iar planetele cei 11 frați ai săi. Și l-a sfătuit pe Iosif să nu povestească visul său fraților săi pentru a le stârni invidia. O, fiul meu! Nu povesti vedenia ta fraților tăi, ca să nu plăsmuiască viclenie împotriva ta. Șaitan îi este omului dușman învederat (Coran 12:5).
De asemenea Iacob îi spune lui Iosif ca Allah (Dumnezeu) așa cum l-a ales, îl va învăța tâlcuirea viselor Astfel te alege Domnul tău și te învață tâlcuirea vedeniilor și va împlini El binefacerea Sa asupra ta și asupra neamului lui Iacob, așa cum a împlinit-o El și asupra celor doi părinți  (Coran 12:6).

## Invidia fraților și complotul lor împotriva profetului Iosif
Povestea continuă cu frații lui Iosif care încearcă să îl omoare, când aceștia au văzut cât de dragi îi sunt Iosif și fratele său (Beniamin) tatălui lor și câtă afecțiune îi oferă lui Iosif  Iosif și fratele său sunt mai dragi decât noi tatălui nostru, chiar dacă noi suntem o ceată. Tatăl nostru est, într-adevăr în rătăcire vădită (Coran 12:8),  aceștia au fost cuprinși de invidie și gelozie și au hotărât să îl omoare Omorâți-l pe Iosif sau lăsați-l pe pământ, astfel încât chipul tatălui vostru să se îndrepte numai spre voi! Iar după aceasta  veți fi oameni drepți (Coran 12:9) , dar unul dintre ei a spus să nu îl omoare ci să îl arunce într-un puț.
Astfel ei l-au luat pe Iosif să se joace cu ei și au promis că vor avea grijă de el, Iacob le-a spus că va fi trist știindu-l pe Iosif departe de el și că  îi este teamă să nu îl mănânce lupii, dar ei au reușit să îl convingă pe tatăl lor și l-au luat pe Iosif cu ei. Odată ajunși în deșert au început să îl bată dar, fratele lor Iuda le-a spus să nu îl omoare ci să îl arunce în fundul puțului și să îl lase să moară acolo. Seara s-au întors la tatăl lor plângând cu cămașa lui Iosif mânjită cu sânge și i-au spus că pe Iosif l-a mâncat lupul. Iar Iacob a fost convins că nu este așa.
Dar Dumnezeu a vrut să îl salveze pe Iosif astfel a trecut o caravană și s-a oprit cineva să ia apă din puț și așa l-au găsit pe Iosif. Dar frații săi l-au vândut ca sclav unui egiptean la un preț mic. A venit o caravană și (cei din caravană) l-au trimis pe cel care scotea apă pentru ei și el a coborât găleata lui. Dar a zis el Ce veste bună! Acesta este un băiețel, Și l-au vândut ei pentru un preț de nimic, pentru câțiva dirhami, căci atât de puțin l-au prețuit ei! (Coran 12:19/20).

## Iosif în Egipt
Iosif a fost vândut împăratului Egiptean (Malik), dar frumusețea sa deosebită a făcut-o pe soția împăratului să se îndrăgostească de el. Astfel într-o zi când lipsea împăratul ea a încercat să se apropie de Iosif, dar profetul Iosif nu s-a uitat la ea și a încercat să fugă. Fugând ea a fugit după el și în încercarea de a-l prinde de cămașă de la spate i-a rupt-o. În acel moment a apărut Împăratul și a asistat la scenă. Furioasă și rușinată soția împăratului l-a acuzat pe Iosif, dar un martor a spus împăratului că dacă cămașa este ruptă prin față atunci el este vinovat, iar dacă este ruptă pe la spate atunci ea este de vină. Iar când împăratul a văzut cămașa și-a dat seama de nevinovăția lui Iosif și i-a cerut soției sale să îi ceară iertare, și a cerut ca întâmplarea să rămână între ei. 
La ceva timp după incident, vestea s-a răspândit printre femei și au ajuns vorbele acestora la urechile soției împăratului, Soața lui Al Aziz îl ademenește pe băiatul ei, în pofida voinței lui. A făcut-o să-și piardă mințile iubirea pentru el (Coran 12:30), astfel ea le-a invitat la ea să o viziteze, iar ea a pus să fie totul pregătit și a dat fiecăreia dintre ele câte un cuțit să taie ce aveau și i-a spus lui Iosif să intre la ele, când ele au văzut frumusețea lui s-au tăiat la mâini de uimire căci nu au văzut o asemenea frumusețe până atunci.
Și a spus soția împăratului să privească femeile pe cine a încercat ea să ademenească și că s-a împotrivit, iar de nu o va asculta îl va întemnița. Atunci Iosif a spus Doamne! Temnița îmi este mai dragă decât aceea la ce mă cheamă ele… (Coran 12:33).
Iar Dumnezeu L-a auzit pe Iosif și astfel el a fost întemnițat. Și au intrat împreună cu el încă doi tineri, iar acești tineri i-au povestit lui Iosif visele lor, unul dintre ei a spus că s-a visat storcând struguri, iar celălalt a visat că purta pâine pe cap iar păsările mâncau din pâine. Iar Iosif le-a spus Unul dintre voi va da stăpânului său să bea vin, cât despre celălalt, el va fi răstignit, iar păsările vor mânca din capul lui. (Coran 12:41). Iar Iosif i-a spus celui ce urma a fi eliberat să îi pomenească stăpânului său de el, dar diavolul l-a făcut pe acel om să uite să-și amintească. 

## Tălmăcirea viselor
După șapte ani, timp în care Iosif a rămas închis, regele Egiptului a avut un vis, în acel vis văzuse Șapte vaci grase, pe care le mâncau șapte costelive și șapte spice verzi și altele (șapte) uscate. (Coran 12:43). Speriat regele a cerut dregătorilor săi să explice visul, dar nici unul nu a știut, iar acela care fusese în temniță cu Iosif și a fost slobozit s-a oferit să vestească tâlcuirea acestora, mergând la Iosif și cerându-i ajutorul. Iosif i-a spus O să semănați șapte ani, unul după altul, cu hărnicie, dar ceea ce secerați să lăsați în spice, afară de puțin din care să mâncați! Apoi vor veni, după aceea, șapte ani aspri, în care vor mânca ceea ce ați strâns pentru ei mai înainte, afară de puțin pe care îl veți păstra. (Coran 12:47-48). După aceea s-a întors solul la rege și i-a spus explicația lui Iosif, iar regele a cerut ca Iosif să îi fie adus. Când s-a dus solul la Iosif el i-a spus să se întoarcă la stăpânul său și să îl întrebe ce au avut femeile care și-au tăiat mâinile. Regele a aflat ce se întâmplase cu adevărat și a cerut ca Iosif să fie adus lângă el, și astfel ajunge Iosif să fie bun păzitor peste hambarele țării.

## Frații lui Iosif vin în Egipt
Iosif ocupă o funcție foarte înaltă, după ce câștigă încrederea regelui egiptean cu istețimea lui. Pe cealaltă parte Iacob și fii săi trec printr-o perioadă grea de foamete în Canaan, foamete ce lovise și Egiptul așa cum a prezis Iosif, astfel frații lui Iosif pregătesc o caravană și pleacă spre Egipt după provizii. Odată ajunși acolo ei dau de Iosif care se ocupa de provizii, nu îl recunosc însă Iosif îi recunoaște dar nu le spune nimic și le vinde grâu la un preț bun. Iosif le spune fraților lui că dacă mai vor saci de grâu trebuie să vină din nou, dar cu fratele lor Beniamin, și îl oprește pe Simeon cu el în schimbul lui Beniamin. Cei 11 frați s-au întors la Iacob și i-au spus cele întâmplate, dar Iacob nu a fost de acord să îl trimeată pe Beniamin cu ei pentru că îi era teamă că va păți ceva, așa cum a pățit Iosif. Dar este convins de cei 11 fii care au jurat că nu va păți nimic și spre uimirea lor când au desfăcut sacii cu grâu au găsit banii lor înapoiați de Iosif.
După câteva săptămâni frații lui Iosif se întorc înapoi în Egipt cu cea de-a doua caravană împreună cu Beniamin. O dată ajunși acolo Iosif îl ia la o parte pe Beniamin și îi mărturisește că el este fratele său Iosif Când au intrat ei la Iosif, l-a luat pe fratele său lângă el și i-a zis: Eu sunt fratele tău. Nu fi îngrijorat pentru ceea ce au făcut ei! (Coran 12:69).
Iosif avea un plan, a pus ca unul dintre oameni să pună în sacul lui Simeon “măsura regelui”, și astfel un vestitor a strigat că lipsește măsura regelui , iar căutând-o au găsit-o în sacul lui Beniamin, astfel Iosif îi acuză pe frații săi că sunt hoți și îl ține pe Beniamin cu el drept pedeapsă.
Frații săi încearcă să îl convingă că nu sunt hoți dar în zadar, iar Iosif le spune să le zică tatălui lor că fiul său a furat, astfel ei se întorc la Iacob și îi spun ceea ce le-a zis Iosif  iar Iacob le spune Ba mai degrabă sufletele voastre au născocit ceva rău pentru voi! Dar răbdare cuviincioasă! Poate că Allah mi-i va aduce pe toți! Căci El este cel Atoateștiutor (Coran 12:83).

## Iosif se reunește cu tatăl său Iacob
Iacob orbește de supărare și tristețe că i-a pierdut pe Iosif și Beniamin și îi trimite din nou pe fii săi să afle vești despre ei. Odată ajunși în fața lui Iosif, frații săi se roagă să îl elibereze pe fratele său, Iosif fiind de generozitate și o bunătate aparte le mărturisește ca el este Iosif și le dă cămașa sa să i-o trimeată lui Iacob. Când Iacob primește cămașa o pune la ochi și își recapătă vederea și le spune fiilor săi: nu v-am spus eu că eu știu de la Allah ceea ce voi nu știți? (Coran 12:96).
Astfel odată intrați în Egipt Iosif îi primește pe părinții săi și frații săi și cad toți înaintea lui, vedenia sa de odinioară fiind împlinită.